# CZ P-09
CZ P-09 je služební poloautomatická pistole s rámem z polymeru s kapacitou 19+1 ran v ráži 9x19 mm a 15+1 ran v ráži .40 S&W vyráběná Českou zbrojovkou.

## Uživatelé
- Mexiko : četnictvo[2]
- Slovensko : policie[3]